# Amado Alonso

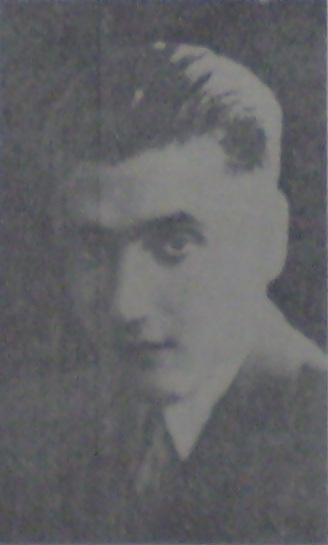
Amado Alonso

Amado Alonso  (* 13. September 1896 in Lerín; † 26. Mai 1952 in Arlington (Massachusetts)) war ein spanischer Sprachwissenschaftler und Hispanist, der in Argentinien und in den Vereinigten Staaten lehrte.

## Leben und Werk
Alonso besuchte die Schule in Pamplona und studierte ab 1915 in Madrid bei Ramón Menéndez Pidal. Von 1922 bis 1923 war er Lektor an der Universität Berlin. 1927 promovierte er mit der Arbeit Estructura de las "Sonatas" de Valle-Inclán (1928, in: Materia y forma en poesía, Madrid 1955 und in: Ramón del Valle-Inclán, hrsg. von  Ricardo Doménech, 1988, S. 85–117). Von 1927 bis 1946 leitete er das Institut für Philologie an der Universidad de Buenos Aires (das später den Namen „Instituto de Filología y Literaturas Hispánicas Dr. Amado Alonso“ erhielt). Von 1946 bis zu seinem Tod lehrte er an der Harvard University auf dem Smith Chair.
Alonso begründete und leitete die Zeitschriften Revista de Filología Hispánica (Buenos Aires 1939–1946) und Nueva Revista de Filología Hispánica  (Mexiko 1948–1952). Er übersetzte Ferdinand de Saussure ins Spanische (Curso de Lingüística General, Buenos Aires 1945), ferner Karl Vossler (Filosofía del lenguaje, Madrid 1940, Buenos Aires 2008).
Alonso war Ehrendoktor der University of Chicago (1941).
2001 wurde zu seinen Ehren in Lerín die Fundación Amado Alonso ins Leben gerufen.

## Mitgliedschaften
Seit 1942 war Alonso gewähltes Mitglied der American Philosophical Society. 1944 wurde er in die American Academy of Arts and Sciences gewählt.

## Werke
- (Hrsg. und Übersetzer mit Raimundo Lida) Introducción a la estilística romance, por Karl Vossler, Leo Spitzer y Helmut Hatzfeld, Buenos Aires 1932
- El problema de la lengua en América, Madrid 1935
- (mit Charles Bally, Elise Richter und Raimundo Lida) El Impresionismo en el lenguaje, Buenos Aires 1936, 3. Auflage 1956
- Castellano, español, idioma nacional. Historia espiritual de tres nombres, Buenos Aires 1938
- (mit Pedro Henríquez Ureña) Gramática Castellana, Buenos Aires 1938–1939, zuletzt 1999
- (Hrsg. mit Raimundo Lida) El Español en Chile, trabajos de Rodolfo Lenz, Andrés Bello y Rodolfo Oroz, Buenos Aires 1940
- Poesía y estilo de Pablo Neruda, Buenos Aires 1940, 1951
- Ensayo sobre la novela histórica. El Modernismo en ‘la Gloria de Don Ramiro’, Buenos Aires 1942, Madrid 1984
- Estudios lingüísticos. Temas españoles, Madrid 1951
- Estudios lingüísticos. Temas hispanoamericanos, Madrid  1953
- Materia y forma en poesía, Madrid  1955
- De la pronunciación medieval a la moderna en español, hrsg. von  Rafael Lapesa, 2 Bde., Madrid 1955–1969